# Wada Sanzō
Wada Sanzō (jap. 和田 三造; * 3. März 1883 in Ikuno, Bezirk Asago, Präfektur Hyōgo; † 22. August 1967 in Tokio) war ein japanischer Maler und Kostümbildner, der bei der Oscarverleihung 1955 einen Oscar für das beste Kostümdesign in einem Farbfilm gewann.

## Leben

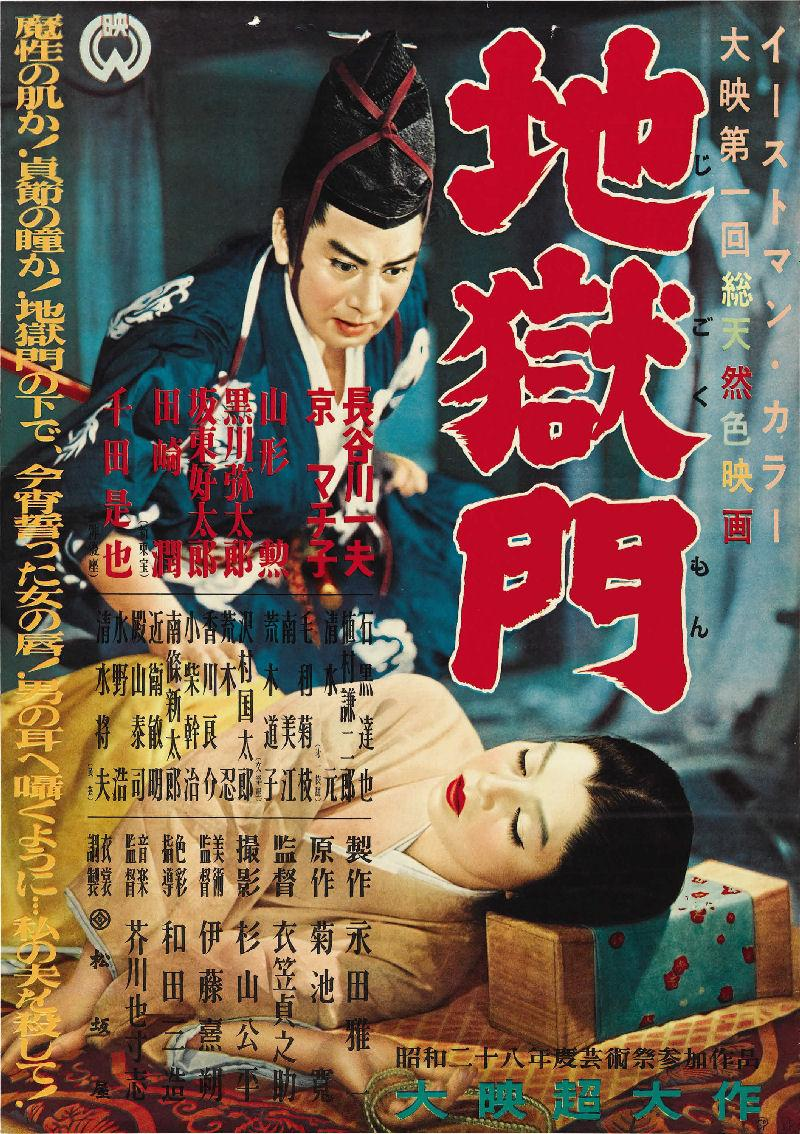
Poster zum Film Das Höllentor (1953)

Wada Sanzō besuchte die Daimyō-Grundschule in Fukuoka und dann 1897 die Shūyūkan-Mittelschule der Präfektur Fukuoka. Nach Abschluss der Schule begann er 1899 ein Studium der Malerei bei dem bekannten Maler Kuroda Seiki, der Ende des 19. Jahrhunderts und Anfang des 20. Jahrhunderts westliche Elemente in die japanische Kunst einführte und damit die Schule der westlichen Malerei (Yōga) prägte. 1901 wechselte er auf die Kunstakademie Tokio (heute Tōkyō Geijutsu Daigaku) und lernte dort Künstler wie Aoki Shigeru kennen. 1902 ließ er sich zunächst auf der Pazifikinsel Hachijō-jima und danach auf Izu-Ōshima nieder, wo er mit seinem Gemäldezyklus Südwind begann.
Nach seiner Rückkehr nach Tokio begann er 1904 ein Studium an der dortigen Schule der schönen Künste, stellte 1907 mit Förderung des Bildungsministeriums erstmals seine Bilder öffentlich aus, für die er mehrere Preise erhielt. Während dieser Zeit hatte er auch Kontakt zu der im Japanischen Kaiserreich aktiven ultranationalistischen Organisation Gen’yōsha. Auf Einladung des französischen Bildungsministerium unternahm er 1909 eine Bildungsreise nach Europa, wo er sich mit Kunsthandwerk, Design und dem frühen Film befasste. Später studierte er zwischen 1914 und 1915 orientalische Kunst in Burma und Indien.
In den folgenden Jahren organisierte er für die Akademie der Künste Ausstellungen und befasste sich Anfang der 1920er auch mit Studien zur Farbenlehre. Daneben beschäftigte er sich 1923 mit dem Studium der von dem Orientalisten Ernest Francisco Fenollosa und dem Kunsthistoriker Okakura Kakuzō um 1890 eingeführten Malstilrichtung Nihonga, ehe er 1924 große Wandmalereien im Amtssitz des Generalgouverneurs in Korea schuf. Für seine Verdienste um die japanische Malerei wurde er 1927 Mitglied der Akademie der Künste.
Ebenfalls 1927 setzte er sich durch die Gründung der Gesellschaft für die Standardisierung von Farben für die Einführung von Normen ein. Die Ergebnisse seiner Forschungen zur Farbenlehre veröffentlichte er in dem Buch Im Licht der gesamten Farbe (1931) und übernahm 1932 eine Professur für Design an der Kunstakademie Tokio, an der er bis 1944 lehrte. Nachdem 1945 das Japanische Institut für Farbforschung als Gesellschaft für Farbstandardisierung reorganisiert wurde, wurde er deren Präsident und führte in dieser Funktion 1951 die erste japanische Farbenstandardkarte ein.
1953 wirkte er bei der Herstellung des von der Filmproduktionsgesellschaft Daiei Film produzierten Farbfilms Das Höllentor (Jigokumon) von Kinugasa Teinosuke mit Machiko Kyō, Kazuo Hasegawa und Isao Yamagata in den Hauptrollen als Kostümbildner sowie Farbberater mit und gewann hierfür bei der Oscarverleihung 1955 den Oscar für das beste Kostümdesign.
In seinen letzten Lebensjahren befasste er sich auch mit der Sumi-e, der schwarzweißen japanischen Tuschmalerei und wurde 1958 zur Person mit besonderen kulturellen Verdiensten ernannt.
Seine bekanntesten Werke, zu denen Gemälde wie Hoffnung Ōshima (1907), Nach Süden (1907), Zu Viel (1933), Selbstmassage (1936), Möglicher Regen am Sumida-Fluss (1937), Koa Mandala (1940) und Mohn (1960) gehören, sind im Nationalmuseum für moderne Kunst, der Meiji Memorial Picture Gallery und dem Kyoto Municipal Museum of Art ausgestellt.

## Auszeichnungen
- 1955: Oscar für das beste Kostümdesign